# Seychellen
Die Republik Seychellen, auch nur die Seychellen (zeˈʃɛlən, früher auch Seschellen geschrieben; Seychellenkreol Sesel; französisch Seychelles [seˈʃɛl], veraltet Séchelles geschrieben; englisch Seychelles [seɪˈʃɛlz]) ist ein Inselstaat im Indischen Ozean. Topografisch gehört der Staat zu Afrika. Seine Hauptstadt ist Victoria, welche nach der ehemaligen britischen Königin benannt ist.

## Geografie

### Lage und Größe
Die Seychellen gehören topografisch zu Afrika. Sie liegen auf dem nördlichen und westlichen Teil des Maskarenenrückens, einer untermeerischen Schwelle im westlichen Teil des Indischen Ozeans. Südlich der Seychellen liegen vor der ostafrikanischen Küste die Inselstaaten Madagaskar, Mauritius und die Komoren.
Das Gebiet der Seychellen gehört zur Zeitzone UTC+4 (DTG: Delta). Dies bedeutet im Winterhalbjahr eine Zeitverschiebung von drei, bei Sommerzeit eine Zeitverschiebung von zwei Stunden gegenüber der mitteleuropäischen Zeit.
Die Republik Seychellen besteht aus etwa 115 Inseln, nach der Geologie sind es 42 Granitinseln und 73 Koralleninseln. Man teilt sie nach ihrer Lage in die zwei Hauptgruppen Inner Islands und Outer Islands ein.

### Inner Islands

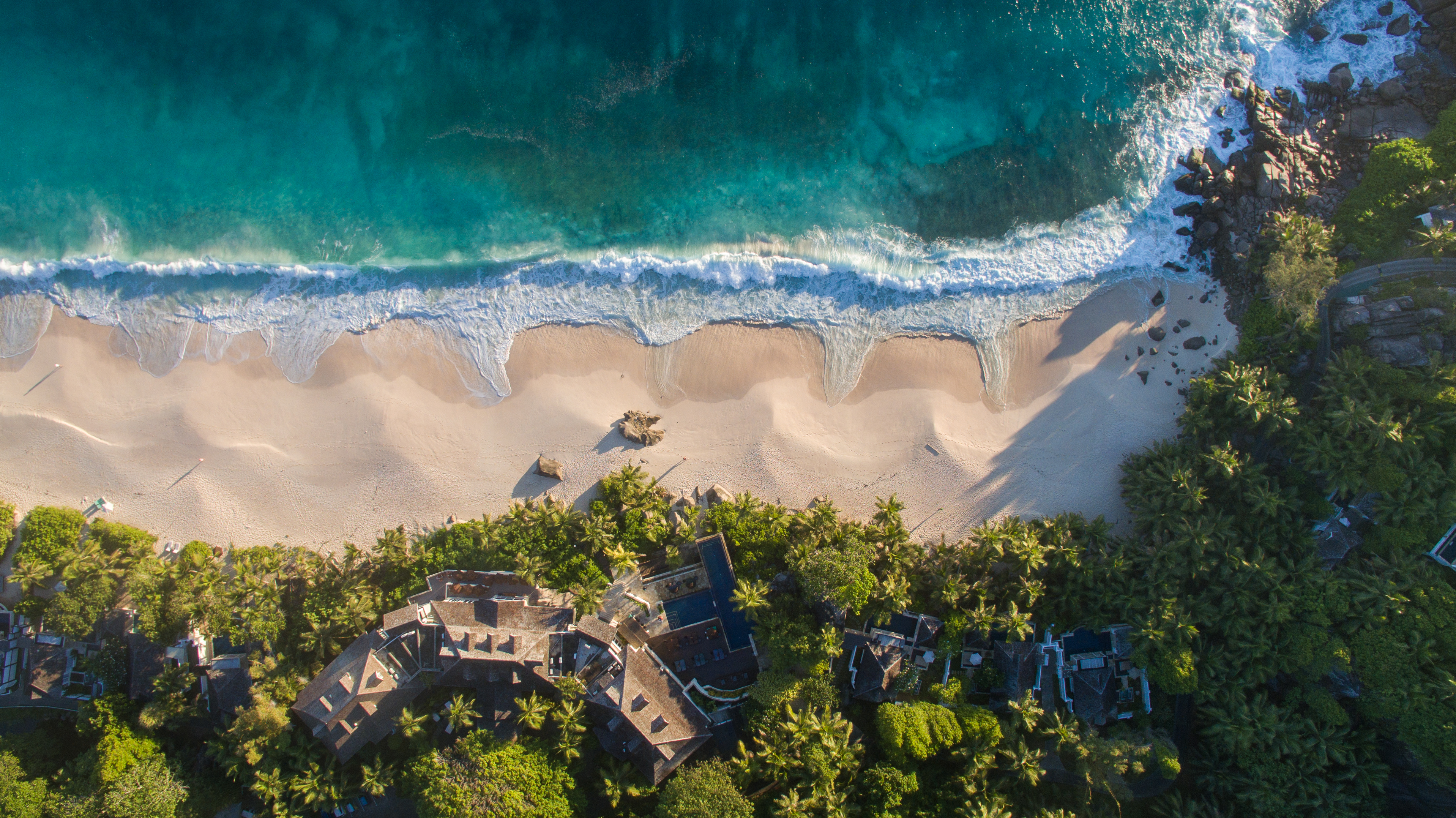
Der Strand Anse Intendance Mahe mit Brandung

Das Seegebiet der Inner Islands wird als Seychelles Bank bezeichnet, es nimmt eine Fläche von rund 31.000 km² ein.
Die hier befindliche Inselgruppe Inner Islands zählt 32 Inseln mit einer Landfläche von insgesamt 266 km². Zu ihnen gehören:
- Mahé (154 km²) (Hauptinsel)
- Praslin (38 km²)
- La Digue (10 km²)
- Silhouette (20 km²)
- Île du Nord (2 km²)
- Frégate (2 km²)
- Île Aride (1 km²)
- Bird Island (1 km²)
- Île Denis (1,4 km²).

Fast alle genannten Inseln bestehen aus Granitgestein, nur die am nördlichen Rand der Seychelles Bank befindlichen Inseln Bird Island und Île Denis sind ihrer Entstehung nach Koralleninseln.
Auf Mahé befindet sich der höchste Punkt des Landes, der Morne Seychellois (905 m ü. MSL). Bemerkenswert sind auch der Mont Dauban (740 m ü. MSL) (auf Silhouette) und der Mont Praslin (367 m ü. MSL) auf der gleichnamigen Insel.

### Outer Islands
Außerhalb der „Seychelles Bank“ erstreckt sich der Archipel der Outer Islands über ein Seegebiet von 400.000 km², hierzu gehören die Inselgruppen:
- Amiranten mit der Hauptinsel Desroche
- Alphonse-Gruppe mit den Atollen Alphonse und St. François
- Aldabra
- Cosmoledo
- Farquhar-Gruppe mit den Atollen Farquhar und Providence
- Platte, eine singuläre Insel (etwa 135 km südlich von Mahé)
- Coëtivy, eine weitere singuläre Insel (290 km südlich von Mahé)

Auf den zahlreichen Koralleninseln existieren wegen der geringen Höhe (höchste Punkte bei 9 m ü. MSL)
und des fehlenden Trinkwassers nur wenige kleine Siedlungen.

### Flora und Fauna

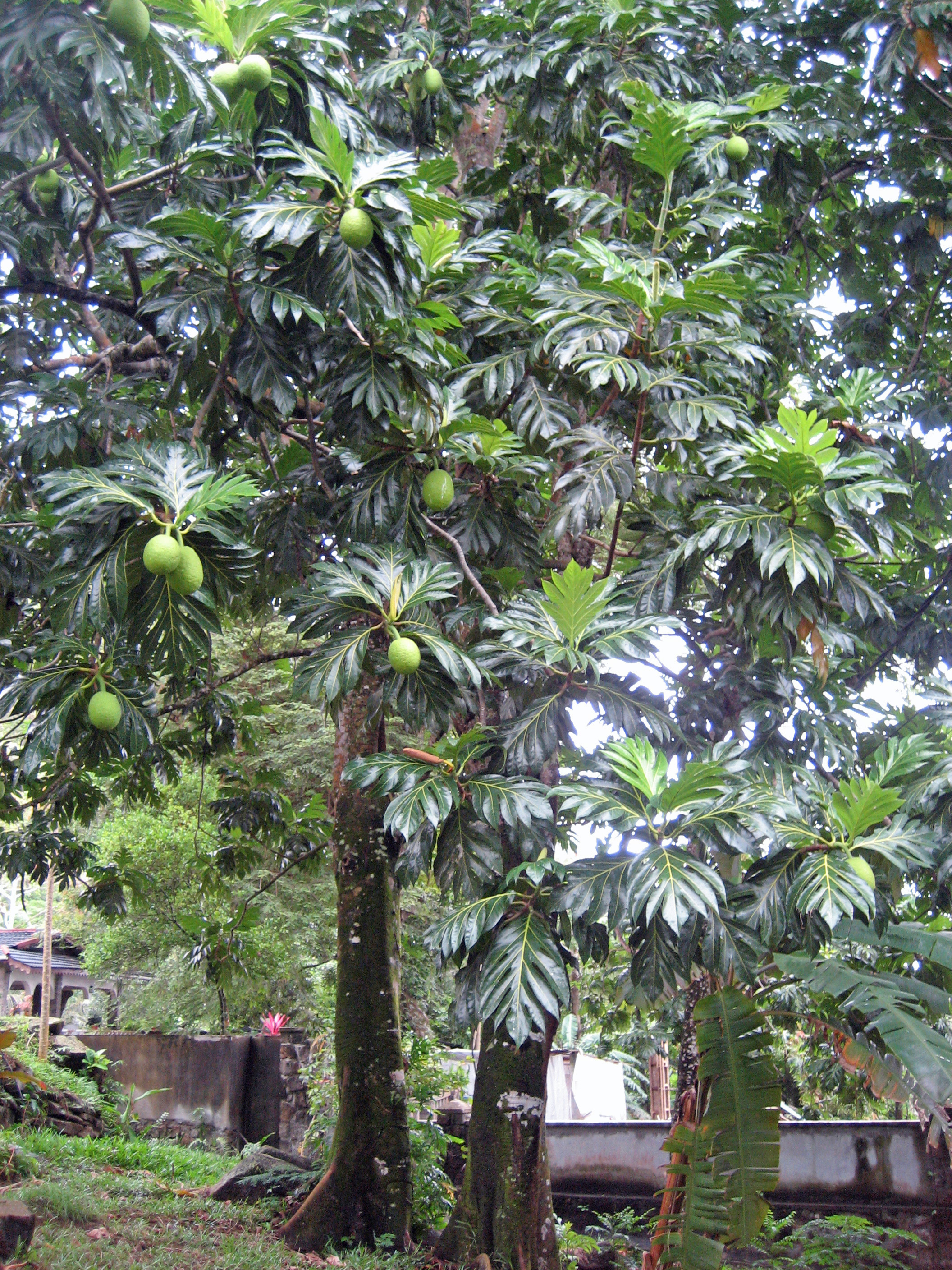
Brotfruchtbäume am Stadtrand von Victoria

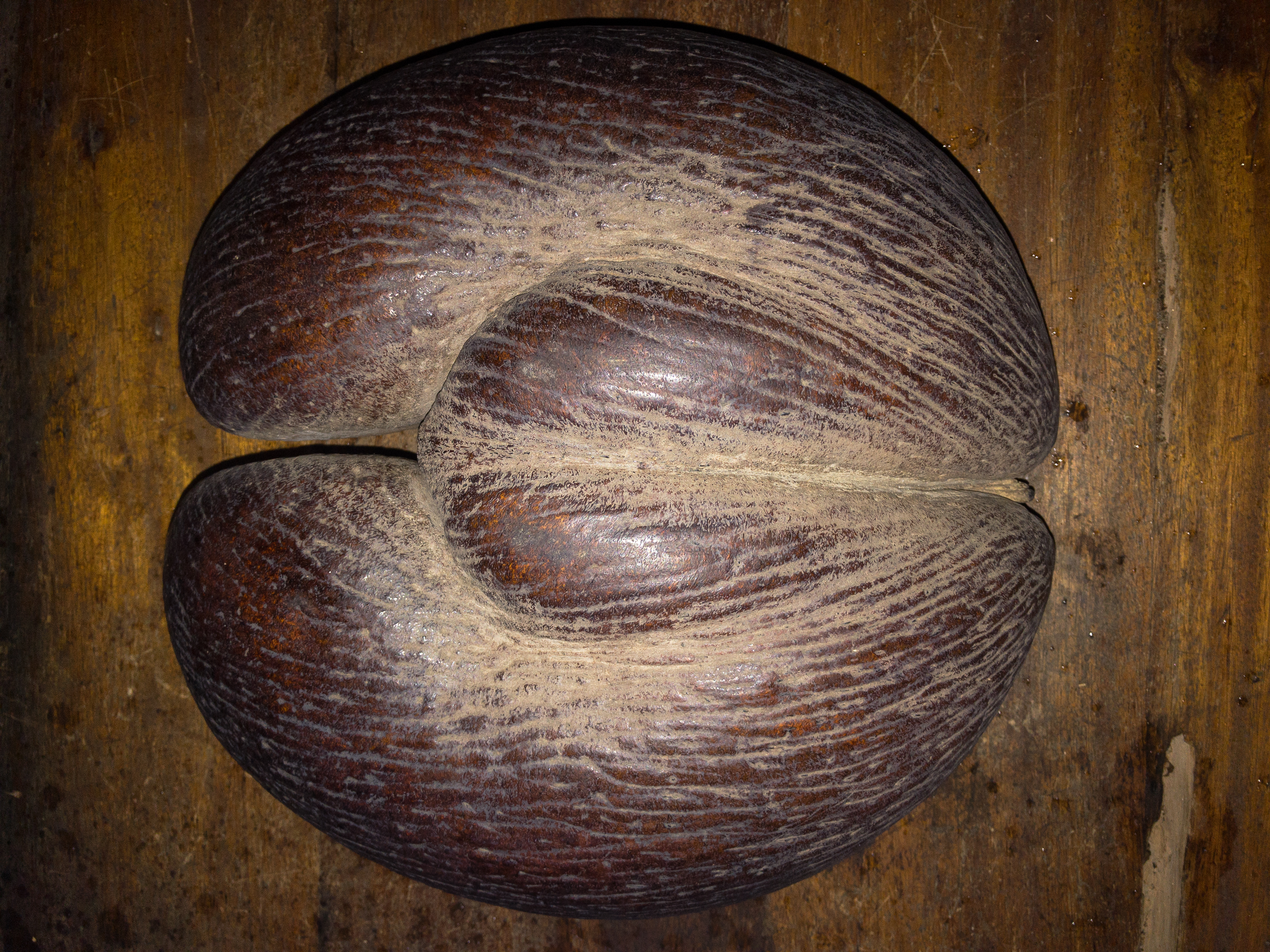
Samen des Coco de Mer

Auf den Seychellen existiert eine reiche endemische Flora und Fauna, allein drei Arten von Riesenschildkröten. Vor allem auf dem Aldabra-Atoll findet man die weltgrößte Kolonie von Riesenlandschildkröten, mit 150.000 Aldabra-Riesenschildkröten. Auch der letzte überlebende flugunfähige Vogel des Indischen Ozeans, die Cuvierralle, ist hier beheimatet. Das Vallée de Mai („Maital“) auf Praslin – von der UNESCO zum Weltnaturerbe erklärt und von der „Seychelles Island Foundation“ (SIF) verwaltet, die 1979 eigens zu diesem Zweck gegründet wurde – ist die Heimat des Seychellenpapageis (Coracopsis barklyi) und der berühmten Seychellennuss, der „Coco de Mer“. Auf der Hauptinsel Mahé sowie auf Silhouette ist die dort endemische Familie der Seychellenfrösche anzutreffen. Daneben kann man auch auf den geschützten Inseln Aride, Cousin und Curieuse seltene Tiere und Pflanzen beobachten. Bemerkenswert sind auch die in den Granitfelsen der Inseln, vor allem an den Küsten, auftretenden Verkarstungserscheinungen Silikatkarst, karrenähnliche, meist vertikal verlaufende Rinnen, die durch Gesteinslösung unter tropischen Bedingungen entstanden.
Die einheimische Vogelwelt der Seychellen gehört zu den artenreichsten im gesamten westlichen Indischen Ozean. Durch die isolierte Lage des Archipels haben sich hier 15 Arten und 18 Unterarten entwickelt, die es nur auf den Seychellen gibt. Durch diese Besonderheit zählen sowohl die Granitinseln als auch das Aldabra-Atoll zu den 218 Endemic Bird Areas (EBA), die man weltweit identifiziert hat.
Die Besiedlung drängte die ursprüngliche Vegetation zurück. An ihre Stelle traten Kulturpflanzen, gezielt für den Anbau auf den Seychellen beschafft. Die Mehrzahl der tropischen Frucht- und Nutzpflanzen können auf den Seychellen gedeihen und ermöglichen einen abwechslungsreichen Speiseplan, zu ihnen gehören: Auberginen, Bananen, Avocados, Ananas, Papayas, Mangos, Passionsfrüchte, Sternfrucht, Guave, Zitronen, Orangen, Zuckerrohr, Brotfrüchte, Zitronengras und Zimt sowie viele Gewürze wie Vanille, Pfeffer und Muskat. In Plantagen angepflanzte Kokospalmen liefern mit Kopra den Hauptexportartikel des Landes. Zu den angepflanzten Banyanbäumen und tropischen Nutzhölzern auf der Insel zählen die Drachenblutbäume und Albizienbäume.
Auf Praslin findet man die Coco de Mer, die Frucht der Seychellenpalme, die als weltweit größte Kokosnussart gilt und ihren Namen durch ein Missverständnis erhielt. Der Indische Ozean spülte an verschiedenen Stellen vereinzelt „Coco-de-Mer“-Samen an. Da man sich die Herkunft nicht erklären konnte, nahm man an, dass diese Kokosnuss unter Wasser wachsen müsse.
Ebenfalls bei Touristen beliebt ist Bird Island. Dort lebt die älteste Riesenschildkröte der Welt – Fremdenführer tauften sie Esmeralda.

### Klima
Das Klima der Seychellen wird vom Monsun bestimmt: von Dezember bis März herrscht der Nordwest-Monsun vor, es folgt eine windstille Übergangsphase im April. Von Mai bis September folgt die regenarme, aber stürmische Zeit des Südost-Monsuns, im Oktober–November folgt nochmals eine windstille Übergangsphase. Schwere Stürme sind selten. Die Sonnenscheindauer wird bestimmt durch die Lage in Äquatornähe. Astronomisch möglich sind 12 Stunden pro Tag, durch den Einfluss der Bewölkung werden im Mittel 5–8 Stunden pro Tag erreicht. Die Temperaturen schwanken zwischen 24 °C und 30 °C im Jahresverlauf, die Meerwassertemperatur liegt ganzjährig bei 26 °C.
Die Niederschlagsmenge auf Mahe variiert zwischen 2880 mm in der Hauptstadt Victoria und 3550 mm in den Bergregionen. Die Luftfeuchte beträgt stets mehr als 80 Prozent. Bevorzugte Reisezeit für einen Besuch der Seychellen ist Mai bis Oktober.
|                       | Jan  | Feb  | Mär  | Apr  | Mai  | Jun  | Jul  | Aug  | Sep  | Okt  | Nov  | Dez  |   |      |
| Mittl. Tagesmax. (°C) | 29,8 | 30,4 | 31,0 | 31,4 | 30,5 | 29,1 | 28,3 | 28,4 | 29,1 | 29,6 | 30,1 | 30,0 | ⌀ | 29,8 |
| Mittl. Tagesmin. (°C) | 24,1 | 24,6 | 24,8 | 25,0 | 25,4 | 24,6 | 23,9 | 23,9 | 24,2 | 24,3 | 24,0 | 23,9 | ⌀ | 24,4 |
|                       |      |      |      |      |      |      |      |      |      |      |      |      |   |      |
| Niederschlag (mm)     | 379  | 262  | 167  | 177  | 124  | 63   | 80   | 97   | 121  | 206  | 215  | 281  | Σ | 2172 |
|                       |      |      |      |      |      |      |      |      |      |      |      |      |   |      |
| Sonnenstunden (h/d)   | 5,0  | 6,2  | 6,8  | 7,6  | 8,2  | 7,7  | 7,4  | 7,4  | 7,6  | 7,1  | 6,5  | 5,5  | ⌀ | 6,9  |
|                       |      |      |      |      |      |      |      |      |      |      |      |      |   |      |
| Regentage (d)         | 17   | 11   | 11   | 14   | 11   | 10   | 10   | 10   | 11   | 12   | 14   | 18   | Σ | 149  |
|                       |      |      |      |      |      |      |      |      |      |      |      |      |   |      |
| Wassertemperatur (°C) | 27   | 28   | 28   | 29   | 28   | 27   | 26   | 26   | 26   | 26   | 27   | 27   | ⌀ | 27,1 |
|                       |      |      |      |      |      |      |      |      |      |      |      |      |   |      |
| Luftfeuchtigkeit (%)  | 82   | 80   | 79   | 80   | 79   | 79   | 80   | 79   | 78   | 79   | 80   | 82   | ⌀ | 79,8 |

| 24,1 |

| 24,6 |

| 24,8 |

| 25,0 |

| 25,4 |

| 24,6 |

| 23,9 |

| 23,9 |

| 24,2 |

| 24,3 |

| 24,0 |

| 23,9 |

| 24,1 |

| 24,6 |

| 24,8 |

| 25,0 |

| 25,4 |

| 24,6 |

| 23,9 |

| 23,9 |

| 24,2 |

| 24,3 |

| 24,0 |

| 23,9 |

## Bevölkerung

### Demografie

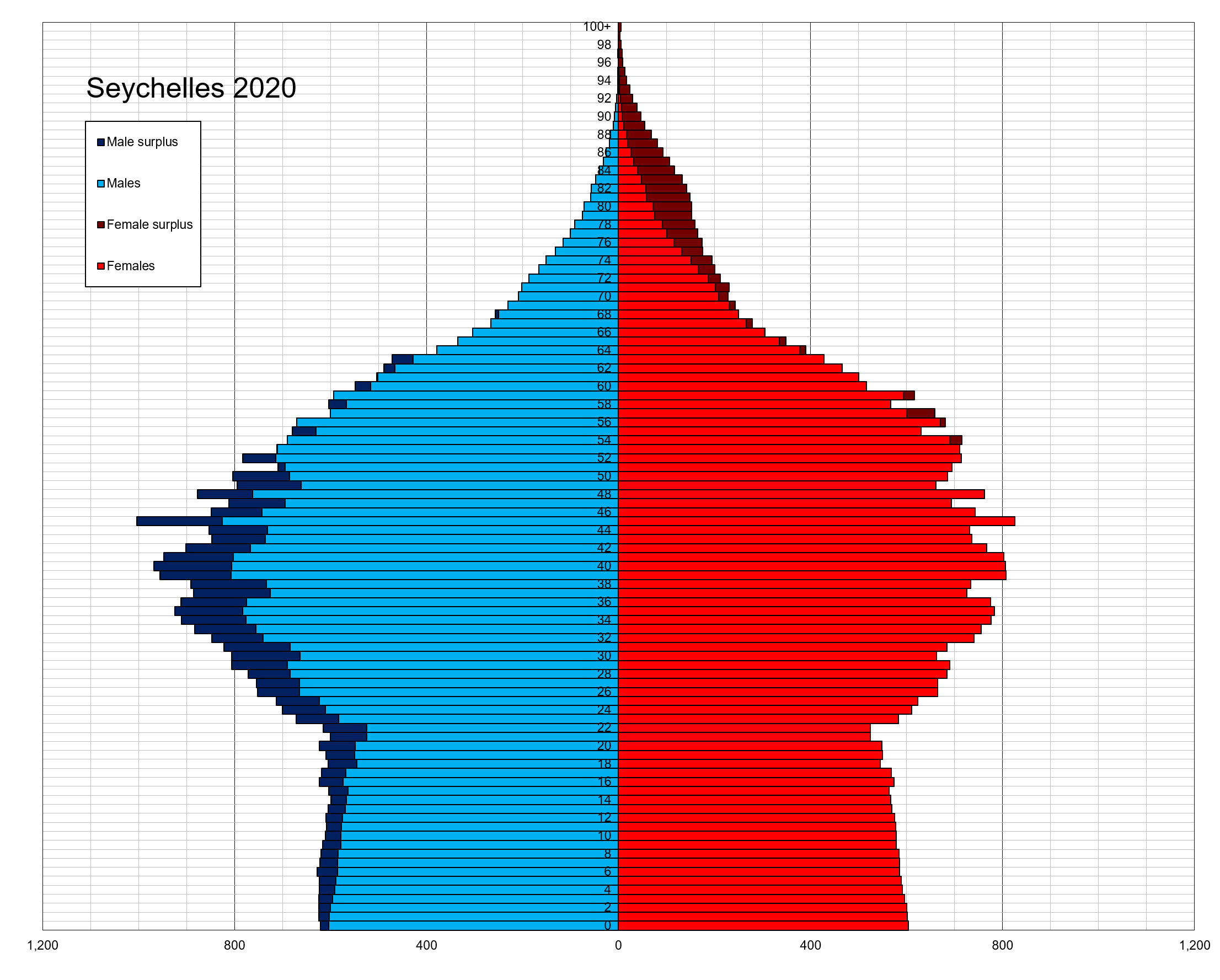
Bevölkerungspyramide der Seychellen (2020)

Die Republik Seychellen hatte 2023 120.000 Einwohner. Die Einwohnerzahl sank um 0,1 %. Trotz eines Geburtenüberschusses (Geburtenziffer: 13,1 pro 1000 Einwohner vs. Sterbeziffer: 7,8 pro 1000 Einwohner) sank die Bevölkerung durch Migration. Die Anzahl der Geburten pro Frau lag 2022 statistisch bei 2,3, die der Region Sub-Sahara-Afrika betrug 4,5. Die Lebenserwartung der Einwohner der Seychellen ab der Geburt lag 2022 bei 73,8 Jahren. Der Median des Alters der Bevölkerung lag im Jahr 2021 bei 32,5 Jahren. Im Jahr 2023 waren 23,0 Prozent der Bevölkerung unter 15 Jahre, während der Anteil der über 64-Jährigen 8,5 Prozent der Bevölkerung betrug.
| Jahr | Einwohnerzahl | Jahr | Einwohnerzahl |
| ---- | ------------- | ---- | ------------- |
| 1950 | 036.000       | 1990 | 071.000       |
| 1960 | 042.000       | 2000 | 081.000       |
| 1970 | 052.000       | 2010 | 091.000       |
| 1980 | 066.000       | 2020 | 098.000       |

|              | Zensus 2010 | Schätzung 2020 |
| ------------ | ----------- | -------------- |
| Mahé         | 78.500      | 86.200         |
| Praslin      | 8.600       | 8.700          |
| La Digue     | 2.800       | 3.000          |
| Outer Island | 1.000       | 600            |
|              | 91.000      | 98.500         |

### Bevölkerungsstruktur
Die Bevölkerung der Seychellen – die Seychellois – besteht zum überwiegenden Teil aus den Nachfahren der aus verschiedenen französischen Kolonialgebieten eingewanderten Siedler und ihrer afrikanischen Arbeitssklaven. Diese Gruppe macht noch immer über 90 Prozent der heutigen Bevölkerung aus. Daneben existiert eine Minderheit mit rein europäischer Abstammung sowie kleine chinesische und indische Minderheiten. Im Jahre 2017 waren 13,6 % der Bevölkerung im Ausland geboren.
Inzwischen gibt es viele Eltern ohne Trauschein. Die Kinder der berufstätigen Eltern wachsen meist im Haushalt der Großeltern auf.

### Sprachen
Als gemeinsame Sprache dieser stark durchmischten Bevölkerung entwickelte sich hier eine eigene Variante der Kreolsprachen, die als Seychellenkreol oder Seselwa bezeichnet wird und auf dem Französischen basiert. Amtssprachen sind nach Artikel 4 der Verfassung Seychellenkreol, Englisch und Französisch.

### Religion
Die Bevölkerung ist laut Zahlen von 2010 zu 76,2 % katholisch (Bistum Port Victoria), etwa 10,5 % sind Protestanten oder Anglikaner – meist Nachfahren britischer Seeleute und Farmer, 2,4 % gehören anderen christlichen Konfessionen an. 2,4 % sind Hindus, 1,6 % gehören dem Islam an, 1,1 % sind Andersgläubige.

### Bildung
Die durchschnittliche Schulbesuchsdauer der über 25-Jährigen liegt bei 10 Jahren, die erwartete Schulbesuchsdauer der nachwachsenden Generation liegt bei 14,1 Jahren. Dementsprechend liegt der Anteil der Analphabeten bei nur 4,1 %.

### Gesundheit
Die Gesundheitsausgaben des Landes betrugen im Jahr 2021 5,3 % des Bruttoinlandsprodukts. Im Jahr 2018 praktizierten in Seychellen 23,3 Ärztinnen und Ärzte je 10.000 Einwohner. Die Sterblichkeit bei unter 5-jährigen betrug 2022 14,5 pro 1000 Lebendgeburten. Die Lebenserwartung der Einwohner der Seychellen ab der Geburt lag 2022 bei 73,8 Jahren (Frauen: 76, Männer: 71,8). Die Lebenserwartung stieg von 72,8 Jahren im Jahr 2000 bis 2022 um 1 %.
Auf den Seychellen gibt es mit fünf bis sechs Tausend und einem Anteil von 10 % der arbeitsfähigen Bevölkerung verhältnismäßig viele Heroinabhängige. Die Seychellen liegen entlang von Drogenschmuggel-Routen, weswegen Drogen auf den Seychellen erschwinglich und immer erhältlich sind. Das Militär der Seychellen ist relativ machtlos gegen den Drogenschmuggel, auch weil Angehörige des Militärs selbst drogensüchtig sind und mit den Drogenkartellen operieren, indem sie die Schmuggler vor Kontrollen warnen.
Die Seychellen fielen im Jahr 2021 weltweit durch eine schnelle Corona-Impfkampagne auf. Neben Israel und den Vereinigten Arabischen Emiraten gehörten die Seychellen seit Januar des Jahres ständig zu den drei Ländern, die dem Rest der Welt bei der Impfquote weit voraus waren. Am Ende des ersten Quartals hatten 64,2 % der Gesamtbevölkerung und damit fast alle Erwachsenen des Landes ihre Erstimpfung bekommen – die weltweit höchste Erstimpfungsquote. 34,0 % hatten bereits beide Impfungen – Platz zwei hinter Israel. Trotz der hohen Impfquote (bis Mai 2021 68 % Erstimpfung und fast 60 % Zweitimpfung) kam es im Frühjahr 2021 wegen der vergleichsweise geringen Wirksamkeit des chinesischen Impfstoffs von Sinopharm zu einer Infektionswelle, weil die Seychellen bei rund 60 % der Impfungen das Vakzin von Sinopharm verwendeten.
Während der Wirtschaftskrise aufgrund der COVID-19-Pandemie verteilten die Seychellen vermehrt kostenloses Methadon an Heroinabhängige.

## Geschichte
Vermutlich entdeckten arabische Händler die Inseln. 1502 ankerten Schiffe aus der Flotte des portugiesischen Entdeckers Vasco da Gama bei den Inseln der Amiranten. Obwohl sie nun der westlichen Welt bekannt waren, besiedelten erst 250 Jahre nach ihrer Entdeckung Franzosen die Seychellen dauerhaft. Der französische Kapitän Lazare Picault war 1742 auf der Reise nach Indien und fand von Mauritius kommend zufällig die noch „herrenlosen“ Inseln, 1753 als französischer Besitz proklamiert und nach Jean Moreau de Séchelles, Finanzminister von Ludwig XV., benannt. Eine dauerhafte Besiedlung ist ab 1768 nach der Anlage von Gewürzplantagen nachweisbar. Im Verlaufe des Ersten Koalitionskrieges besetzten die Briten die Seychellen 1794 und der Pariser Frieden 1814 sprach sie Großbritannien zu. Unter britischer Herrschaft war die Inselgruppe zunächst Teil der Kolonie Mauritius. Am 31. August 1903 erhielten die Seychellen den Status einer eigenständigen Kolonie. 1945, noch unter britischer Verwaltung, erhielten Frauen das Stimmrecht auf lokaler Ebene und am 6. August 1948 das aktive und passive Frauenwahlrecht auf nationaler Ebene. Bei der Unabhängigkeit 1976 wurden diese Rechte bestätigt.
Selbstverwaltung erlangten die Seychellen 1970, die Unabhängigkeit folgte 1976, die Inselrepublik verblieb aber im Commonwealth. Gründung der so genannten Ersten Republik der Seychellen war 1976, und die 1979 zugunsten eines Ein-Parteien-Regimes, der Zweiten Republik, abgeschafft. 1993 trat die aktuelle Verfassung als Staatsvertrag für die Dritte Republik in Kraft. Nun sind wieder Oppositionsparteien zulässig. Regierungspartei ist die ehemalige Einheitspartei Seychelles People’s Progressive Front (SPPF).
Der Tsunami, am 26. Dezember 2004 durch ein Seebeben vor Indonesien ausgelöst, erreichte auch die Seychellen und verursachte Schäden.
Anfang Dezember 2023 zerstörte die Explosion eines Sprengstofflagers in einem Industriegebiet auf Mahé zahlreiche Geschäftsgebäude und nahe gelegene Wohnhäuser und beschädigte den internationalen Flughafen der Seychellen. Daraufhin erklärten die Seychellen den Notstand. Berichten zufolge gab es mehrere Verletzte.

## Politik

### Politisches System

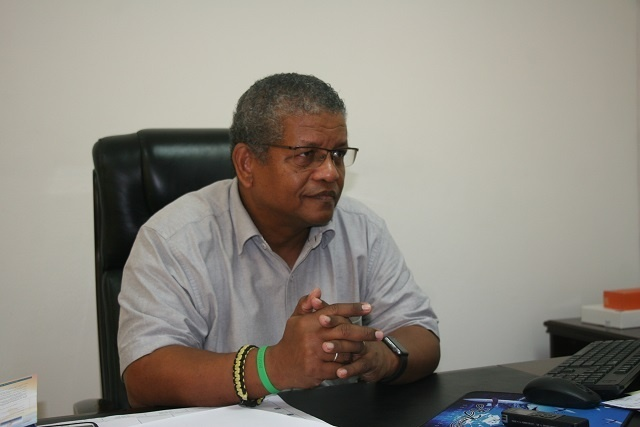
Wavel Ramkalawan (2020)

Präsident der Seychellen ist seit dem 26. Oktober 2020 Wavel Ramkalawan (Linyon Demokratik Seselwa). Der Prediger gewann am 24. Oktober 2020 mit 54,9 % der abgegebenen Stimmen gegen den bisherigen Amtsinhaber Danny Faure als erster Oppositionsführer die Präsidentschaftswahlen.
Die Nationalversammlung (Assemblée Nationale oder National Assembly) besteht aus 34 Abgeordneten, von denen 25 direkt gewählt sind. Die restlichen neun Sitze verteilen sich proportional zu allen Stimmen an die Parteien, die mindestens zehn Prozent der Stimmen erhalten haben.

### Politische Indizes
| Name des Index                     | Indexwert    | Weltweiter Rang | Interpretationshilfe | Jahr |
| ---------------------------------- | ------------ | --------------- | --- | ---- |
| Fragile States Index               | 51 von 120   | 130 von 179     | Stabilität des Landes: stabil 0 = sehr nachhaltig / 120 = sehr alarmierend Rang: 1 = fragilstes Land / 179 = stabilstes Land | 2024 |
| Freedom in the World Index         | 80 von 100   | —               | Freiheitsstatus: frei 0 = unfrei / 100 = frei                                                                                | 2024 |
| Rangliste der Pressefreiheit       | 68,6 von 100 | 45 von 180      | Erkennbare Probleme für die Pressefreiheit 100 = gute Lage / 0 = sehr ernste Lage                                            | 2025 |
| Korruptionswahrnehmungsindex (CPI) | 72 von 100   | 18 von 181      | 0 = sehr korrupt / 100 = sehr sauber                                                                                         | 2024 |

### Umweltschutz
Neben der Regierung der Seychellen haben sich auch zahlreiche unabhängige Organisationen auf den Seychellen dem Umweltschutz verschrieben: ENVI.R.O, der Nature Protection Trust, die Seychelles Geosociety und die vielen Wildlife Clubs, die schon Kinder an Umweltthemen heranführen.
Die 1998 gegründete Organisation BirdLife Seychelles übernahm die bis dahin von BirdLife International verwalteten Projekte und Programme, darunter das Sonderreservat Cousin Island, das BirdLife schon seit 1968 von BirdLife verwaltete. Auf dieser Insel ersetzte man die von Menschen angelegten Kokosnussplantagen wieder durch – sekundären – Urwald. Seitdem vergrößerten sich hier die Bestände des Seychellen-Rohrsängers (Acrocephalus seychellensis) – von 29 Exemplaren auf inzwischen wieder über 1000.
Die Seychellen sind Heimat von 75 endemischen Pflanzenarten, 12 Amphibien- und 209 Vogelarten (davon zehn endemische Arten) und über 1000 Arten wirbelloser Tiere. Die Regierung des Landes hat 230 km² Wasserfläche und etwa 49 Prozent der insgesamt 455 km² Landfläche (210 km²) als Naturschutzgebiete ausgewiesen, darunter auch einige Inseln in ihrer Gesamtheit. Gemessen an der Grundfläche verfügen die Seychellen damit über den größten Anteil an Naturschutzgebieten auf der ganzen Erde.

### Außenpolitik
In den ersten beiden Jahrzehnten ihrer staatlichen Unabhängigkeit ratifizierten die Seychellen internationale Abkommen, die unter anderem den Handel mit bedrohten Arten, den Walfang sowie die Herstellung, Erprobung und Stationierung von ABC-Waffen im Hoheitsgebiet der Seychellen verbieten, die Handhabung und Entsorgung giftiger Abfälle regeln und den Schutz der Meere, der Küstenregionen, der Ozonschicht, der natürlichen Ressourcen und des Weltnatur- und -kulturerbes gewährleisten.

### Verwaltungsgliederung

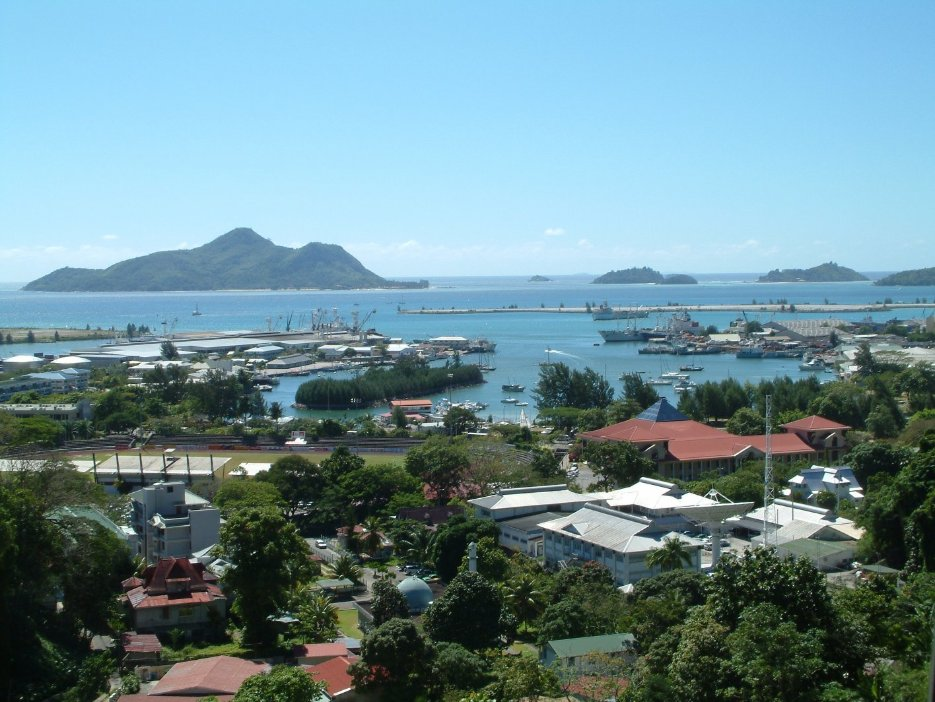
Blick über die Hauptstadt Victoria

Die Seychellen sind in 27 Regierungsbezirke gegliedert. Davon liegen 22 hauptsächlich oder ausschließlich auf der Hauptinsel Mahé, je zwei auf Praslin und Perseverance Island, während La Digue mit Nebeninseln und auch einigen entfernteren Inseln einen weiteren Distrikt bildet. Die Outer Islands, die mit 211,3 km² flächenmäßig 46,44 % der Seychellen ausmachen, sind keinem Regierungsbezirk zugeordnet.

## Wirtschaft

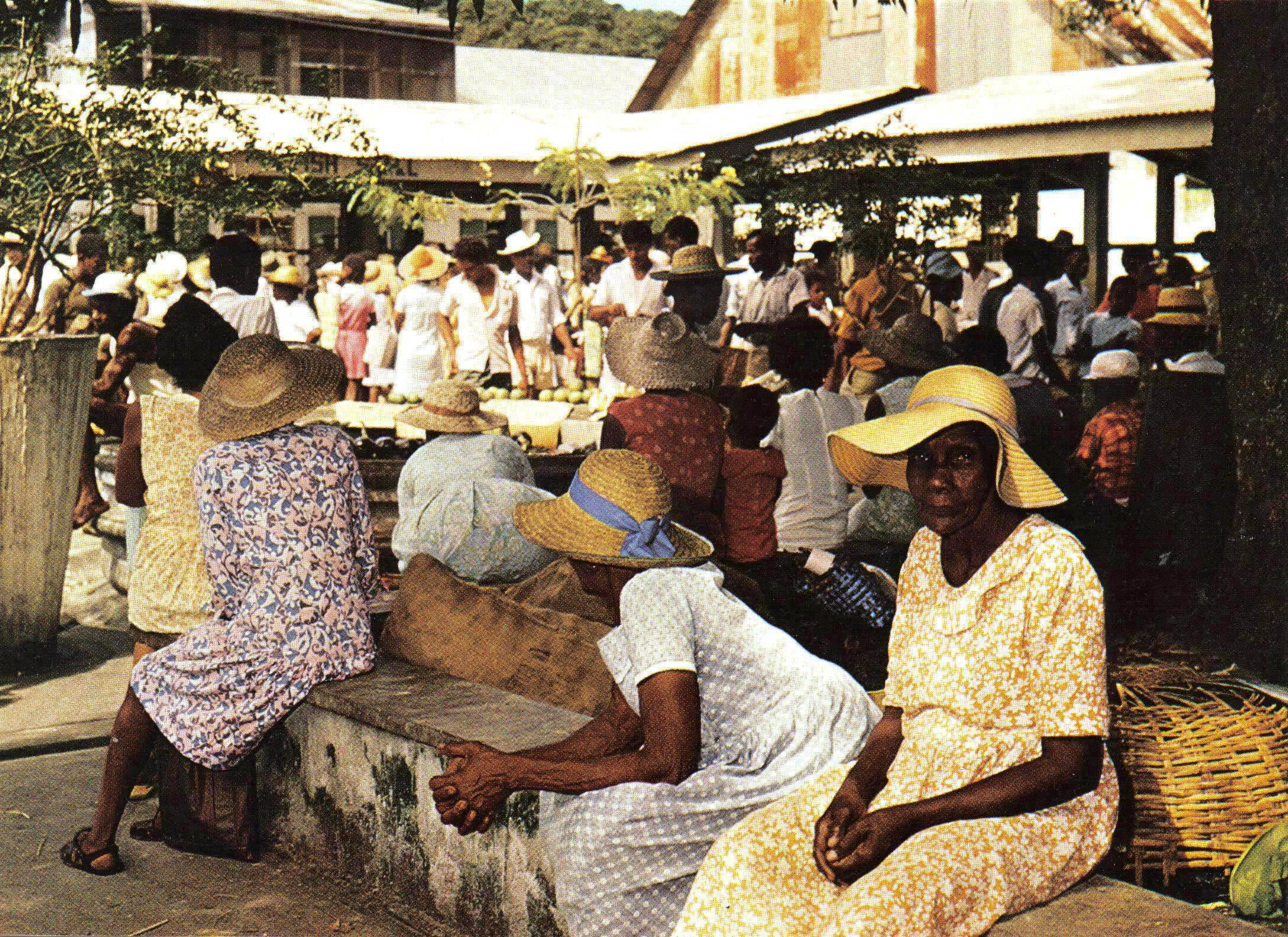
Marktszene (1970er Jahre)

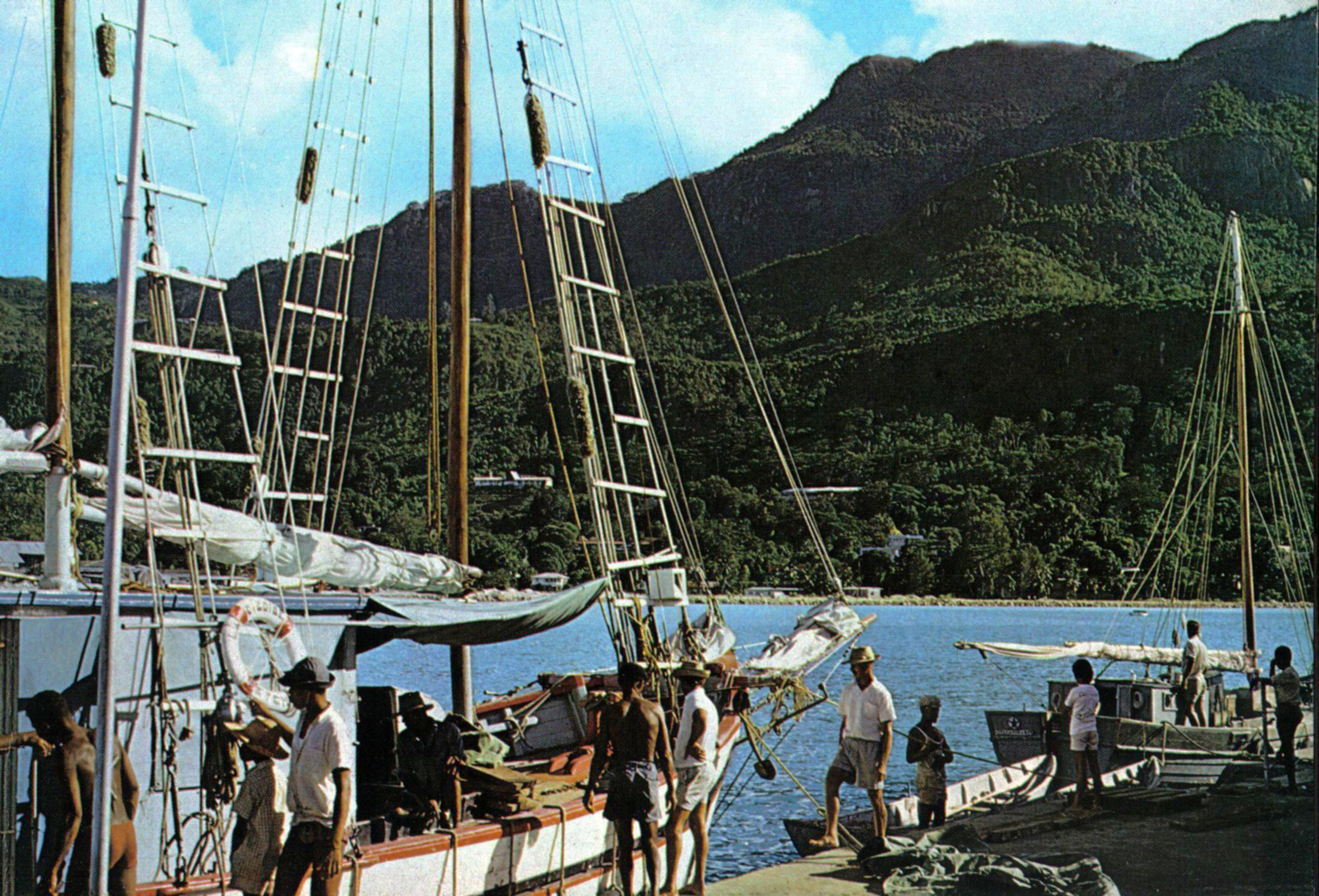
Segelschiffe bleiben im Verkehr
zwischen den Inseln unverzichtbar

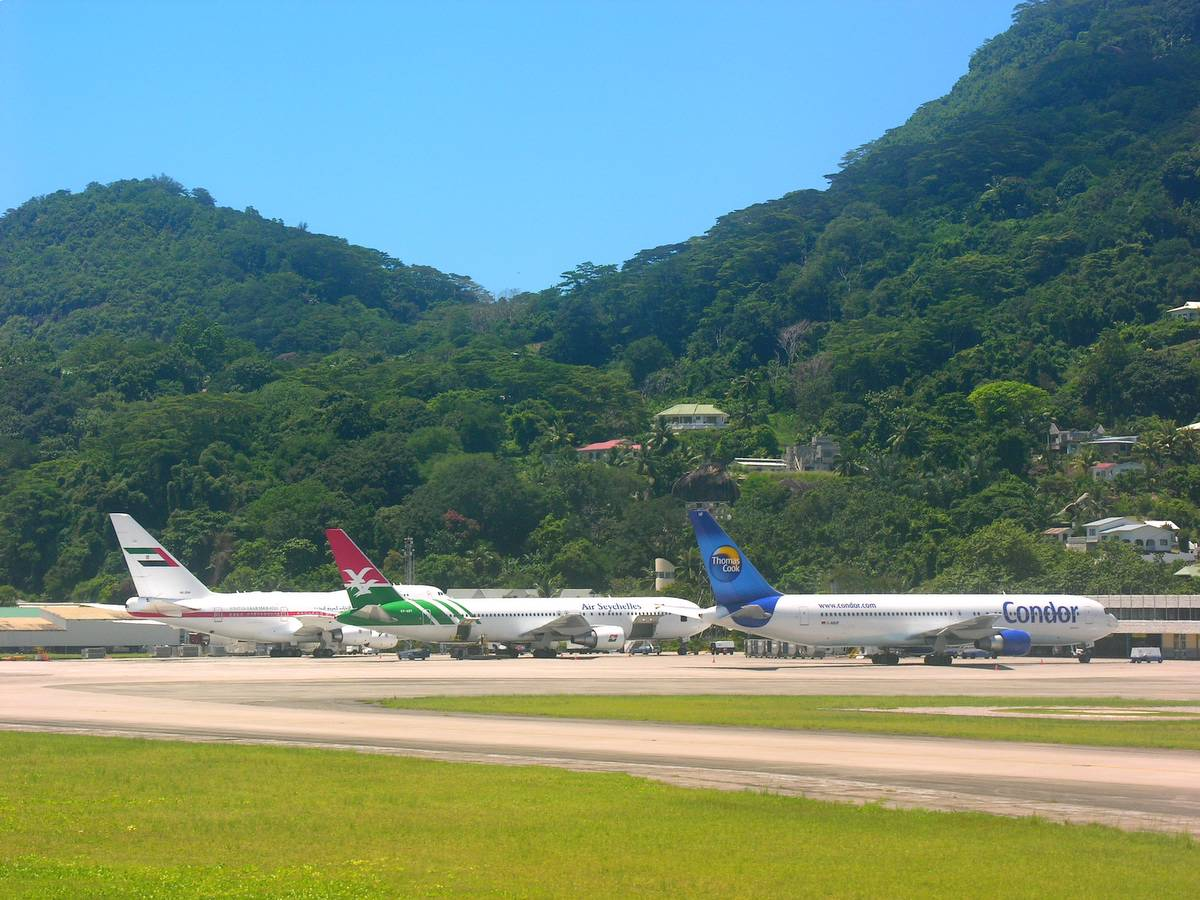
Flughafen auf der Insel Mahé

### Staatshaushalt
Der Staatshaushalt umfasste 2009 Ausgaben von umgerechnet 267,9 Mio. US-Dollar, dem standen Einnahmen von umgerechnet 288,7 Mio. US-Dollar gegenüber. Daraus ergibt sich ein Haushaltsüberschuss in Höhe von 3,1 % des BIP.
Die Staatsverschuldung betrug 2020 1,676 Mrd. US-Dollar oder 98,43 % des BIP.

### Währung
Mitte 2008 war der Staat zahlungsunfähig, woraufhin er mit Unterstützung des Internationalen Währungsfonds ein Programm zur Neuausrichtung der Wirtschaft durchführte, infolgedessen wurde die Seychellen-Rupie nach Freigabe des Kurses Anfang November 2008 um rund 40 Prozent abgewertet. Die Wirtschaft hat sich seitdem erholt, die Seychellen haben mit gut 15.000 US$ das höchste Pro-Kopf-Einkommen aller afrikanischen Länder (Stand 2022).

### Landwirtschaft
Für den Inlandsbedarf bauen die Seychellen Kaffee, Tee und Gewürze – z. B. Vanille auf La Digue – an. Vanille, nach Safran das zweitteuerste Gewürz und 1866 auf den Seychellen eingeführt, entwickelte sich bald zu einem bedeutenden Exportprodukt. Nach Entwicklung des künstlichen Vanillearomas in den 1960er Jahren kam der Export der Vanille zu Beginn der 1970er Jahre zum Erliegen, doch bestehen seit 2022 Pläne, durch das Anlegen einer Vanilleplantage auf Praslin den Anbau und den Export von Vanille zu reaktivieren.
2020: 28 Tonnen Zimternte
Nicht wenige Menschen auf den Seychellen widmen sich haupt- oder nebenberuflich in Form von Subsistenzwirtschaft der Landwirtschaft und der Fischerei. 2020 diente auf den Seychellen eine Fläche von 801 ha dem Anbau von Kokospalmen, und 3.744 Tonnen Kopra wurden geerntet. Bananen wurden 2020 auf einer Fläche von 99 ha angebaut, und 1.995 Tonnen Bananen wurden geerntet. Auch Ananas gedeihen auf den Seychellen gut: 2020 Anbau von 2 ha und 33 t geerntet.

### Tourismus

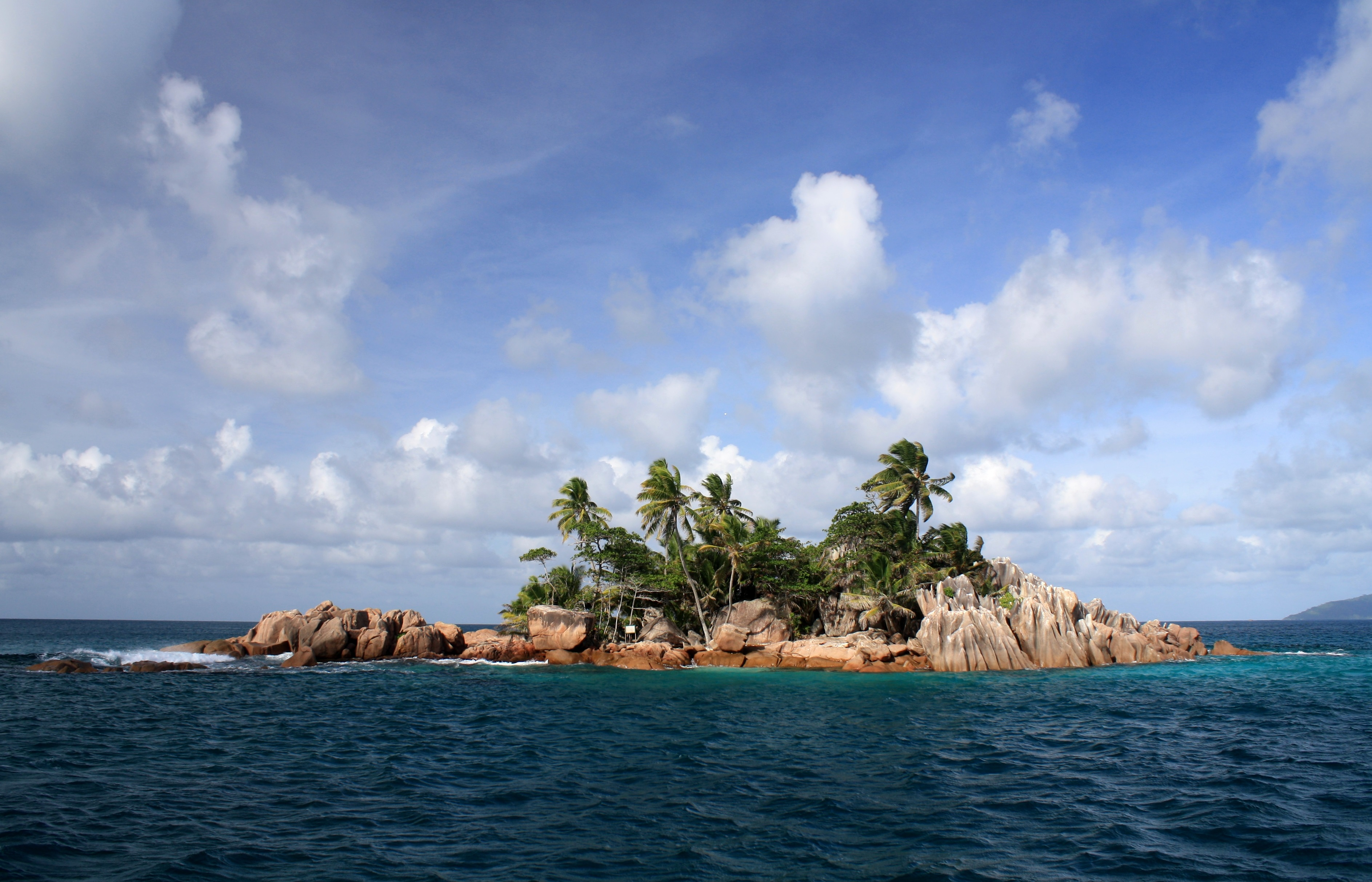
Île St. Pierre

Der Fremdenverkehr beschäftigt rund 30 Prozent der arbeitenden Bevölkerung, die damit 70 Prozent des Volkseinkommens erwirtschaften. In den vergangenen Jahren wurde von privaten Investoren massiv in den Neu- und Ausbau von Hotels investiert, primär im Fünfsternebereich.

### Steueroase
Am 28. Januar 2016 legte die EU-Kommission ein Maßnahmenpaket zur Bekämpfung von Steuerflucht vor, bei dem unter anderem die Seychellen auf der „Schwarzen Liste“ der Steueroasen auftauchen. 2024 wurden die Seychellen von dieser Schwarzen Liste entfernt. Die Wertpapierbörse des Landes ist die Seychelles Securities Exchange und listet über 50 Unternehmen.

## Infrastruktur

### Verkehr
Der Landverkehr auf den Seychellen besteht ausschließlich aus Straßenverkehr. Allerdings sind nur die Inseln Mahé, Praslin und La Digue mit einem Auto befahrbar. Es herrscht Linksverkehr. Das gesamte Straßennetz umfasste 2015 etwa 526 km, wovon 514 km asphaltiert sind.
Schienenverkehr gibt es nicht, der Bau einer Strecke ist aber seit 2012 für Mahé geplant.
Fähren verbinden Mahé mit Praslin, La Digue und Fregate. Die Seychellen sind ein beliebtes Kreuzfahrtgebiet.
Der internationale Flughafen der Seychellen befindet sich auf Mahé. Air Seychelles verbindet alle großen Inseln untereinander und fliegt Städte in Europa und Asien an. Aus dem deutschsprachigen Raum fliegen Condor Flugdienst und Edelweiss Air nach Mahé; darüber hinaus bieten weitere Fluggesellschaften Umsteigeverbindungen.
Das Hauptverkehrsmittel im öffentlichen Personennahverkehr auf Mahé und Praslin ist der Bus. Seychelles Public Transport Corporation (SPTC) ist eine 1977 gegründete, halbstaatliche Organisation zur Beförderung von Personen im öffentlichen Nahverkehr auf Mahé und Praslin. SPTC bietet ein gut ausgebautes Netzwerk von insgesamt 41 Routen mit rund 1100 Fahrten täglich. Es gilt ein Einheitstarif pro Fahrstrecke, wobei Fahrten in klimatisierten Bussen teurer sind.

### Landgewinnung

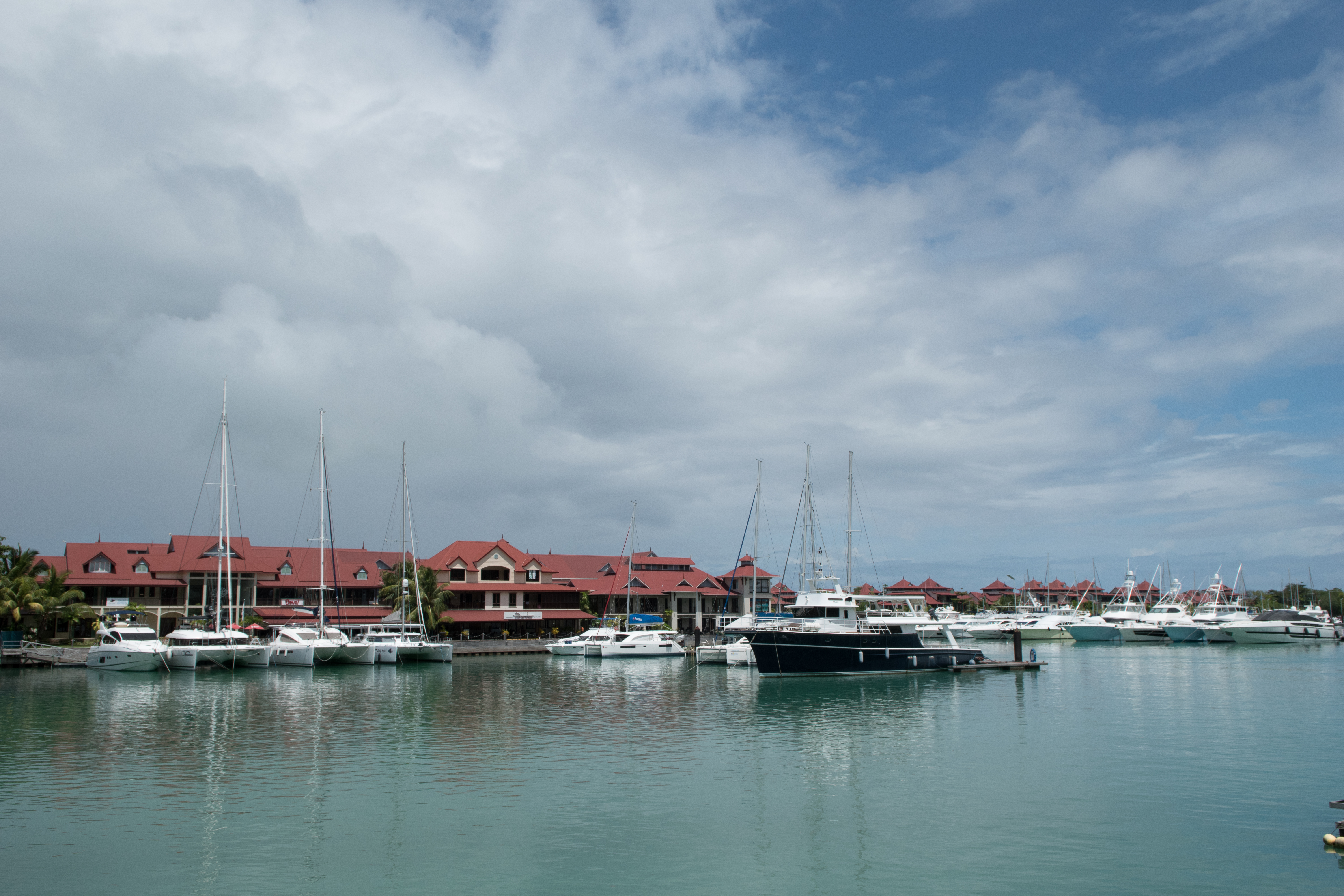
Eden Island bei Mahé

Da die Hauptinsel Mahé kaum ebene Flächen zur Ansiedlung von Industrie oder zum Aufbau von weiterem Wohnraum bietet, wurden und werden Landgewinnungsmaßnahmen durchgeführt. Das Areal, auf dem sich der internationale Flughafen befindet, wurde so in den 1970er Jahren geschaffen. Weitere Projekte im Hafengebiet der Hauptstadt Victoria folgten. Von 1999 bis 2006 wurden für Landgewinnungsmaßnahmen nahe Mahé und Praslin rund 190 Mio. US-Dollar investiert. Vor Mahé entstand eine neue, 57 Hektar große Insel mit dem Namen Eden Island. Diese künstliche Insel ist mit einer Brücke (Eden Bridge) mit Mahé verbunden und verfügt über einen eigenen Yachthafen, Restaurants, einige Einkaufsläden und unterschiedliche Dienstleistungsanbieter (zumeist Finanz und Reise). Der Zugang zu Eden Island ist seit 2011 nicht mehr nur Bewohnern der Insel vorbehalten. Käufer können Villen, Maisons und Appartements erwerben – insgesamt entstehen rund 500 Einheiten, dazu auch Hotels und Ferienwohnungen. Ausländische Käufer können auf diesem Wege ein dauerhaftes Aufenthaltsrecht erhalten, das ansonsten für Touristen auf drei Monate begrenzt ist. Vor Praslin entstand mit Eve Island eine weitere künstliche Insel. Die Insel ist durch mehrere Brücken mit Praslin verbunden.

### Umweltaspekte
Die Seychellen gehören zu den ersten Ländern der Erde, die den Naturschutz in ihre Verfassung aufgenommen haben. Mit fast 59 % seiner Landfläche hat der Inselstaat mit Abstand prozentual den größten Anteil geschützter Gebiete weltweit.
Zwei Orte wurden von der UNESCO zum Weltnaturerbe erklärt. Das Umweltschutzprogramm weist 20 Schutzgebiete aus und kennzeichnet weitere 370 Orte, deren Natur besonderen Schutzes bedarf.

## Kultur und Sehenswürdigkeiten
2021 nahm die UNESCO den mit der Rahmentrommel Moutya verbundenen gleichnamigen Musik- und Tanzstil in die Repräsentative Liste des immateriellen Kulturerbes der Menschheit auf.
Im Jahr 2020 nutzten 79 Prozent der Einwohner der Seychellen das Internet.

### Sehenswürdigkeiten der Hauptstadt Victoria

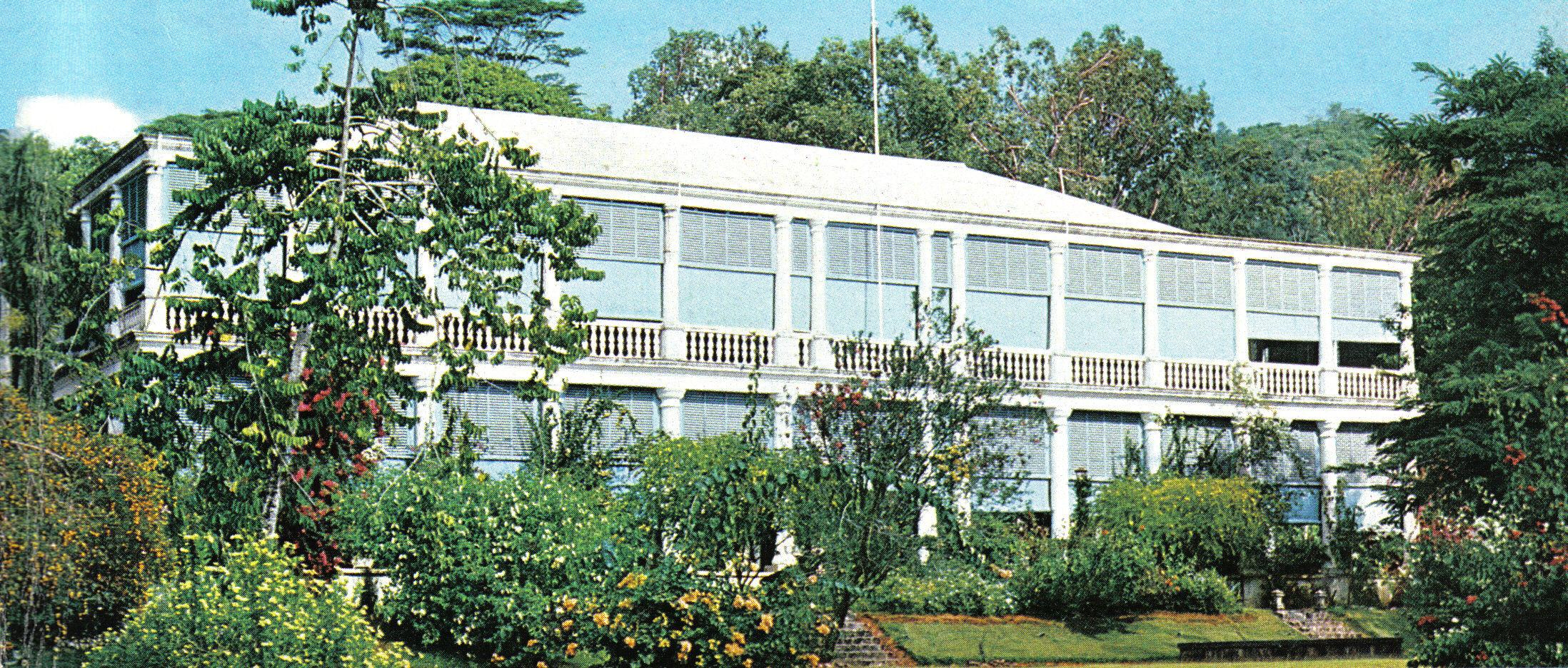
Der Regierungssitz (State House)

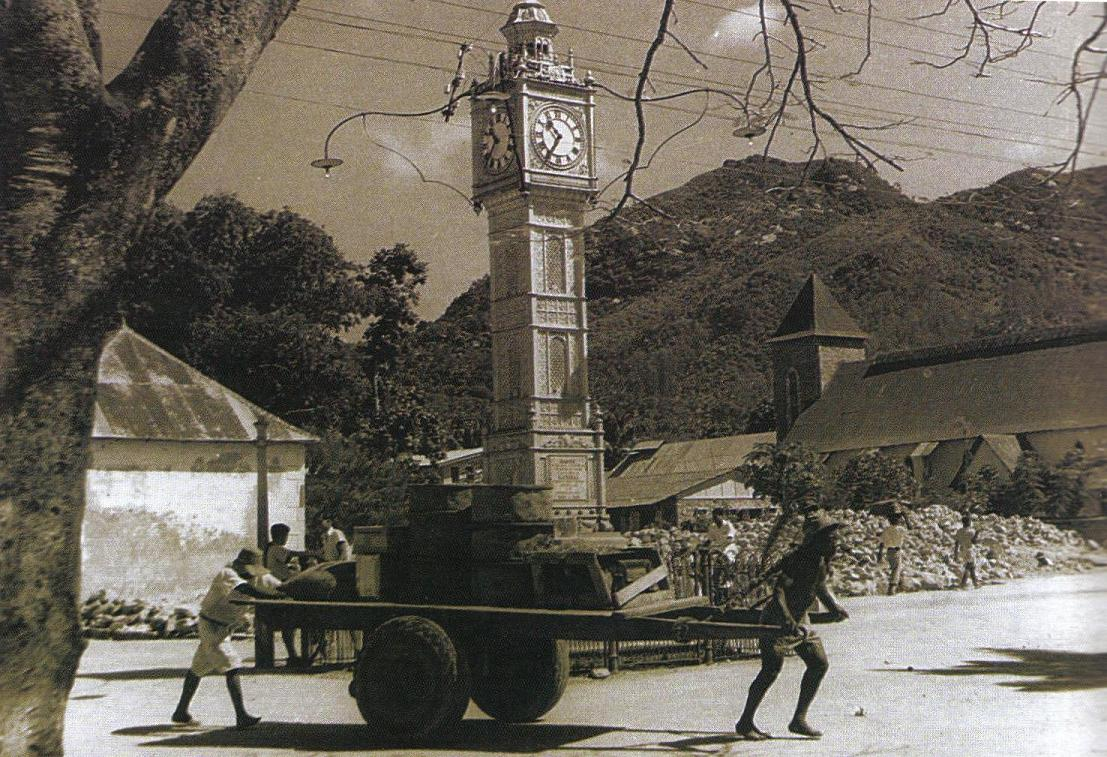
Der Uhrturm – State House (Seychellen) bleibendes Symbol der britischen Kolonialzeit

#### Britisches Kolonialerbe
- Das Stadtbild der Hauptstadt Victoria erinnert im Stadtkern an eine britische Kolonialstadt des beginnenden 20. Jahrhunderts. Der Uhrenturm, der entgegen häufigen Behauptungen nicht dem Big Ben, sondern dem Little Ben nahe der Vauxhall Bridge in London nachempfunden ist, steht in der Mitte einer zentralen Straßenkreuzung in Victoria. Als Symbol der britischen Herrschaft gilt auch das Gerichtsgebäude südöstlich davon.

#### Französisches Kolonialerbe
- Zeugnisse der französischen Kolonialgeschichte finden sich nicht nur auf dem historischen Friedhof mit dem Grab des legendären Piraten Olivier Le Vasseur, genannt La Buse.
- Die Cathedrale de la Conception Immaculée (Kathedrale der unbefleckten Empfängnis) ist die katholische Hauptkirche der Seychellen.

#### Botanische Gärten
- Im Jahr 1903 wurde bereits der heute noch existierende Botanische Garten bei Victoria eröffnet. Er diente schon damals nicht nur der Erbauung, sondern auch der Forschung an landwirtschaftlich nutzbaren Pflanzen.
- Mit der Zeit jedoch wurde das Areal des Gartens an der Mont Fleuri Road zu klein. Schon 1985 begann man deshalb mit Planungen für ein modernes und größeres Zentrum dieser Art. Bei Barbarons an der Westküste Mahés entsteht nun ein neues Biodiversity Centre, das einen weitaus größeren Botanischen Garten, Baumschulen und einen Naturpark umfassen wird. Im Informationszentrum wird der interessierte Besucher alles über die Bedeutung und den Nutzen der Pflanzen erfahren können, während in den Labors die Forschung vorangetrieben wird.
- Das Herbarium der Seychellen ist eine wissenschaftliche Pflanzensammlung und geht auf die ersten französischen Siedler zurück, welche die Eigenschaften der ihnen unbekannten Vegetation erforschten. Die Sammlung befindet sich derzeit noch in der Obhut des Nationalarchivs und hilft Wissenschaftlern bei der Identifikation von Pflanzen.

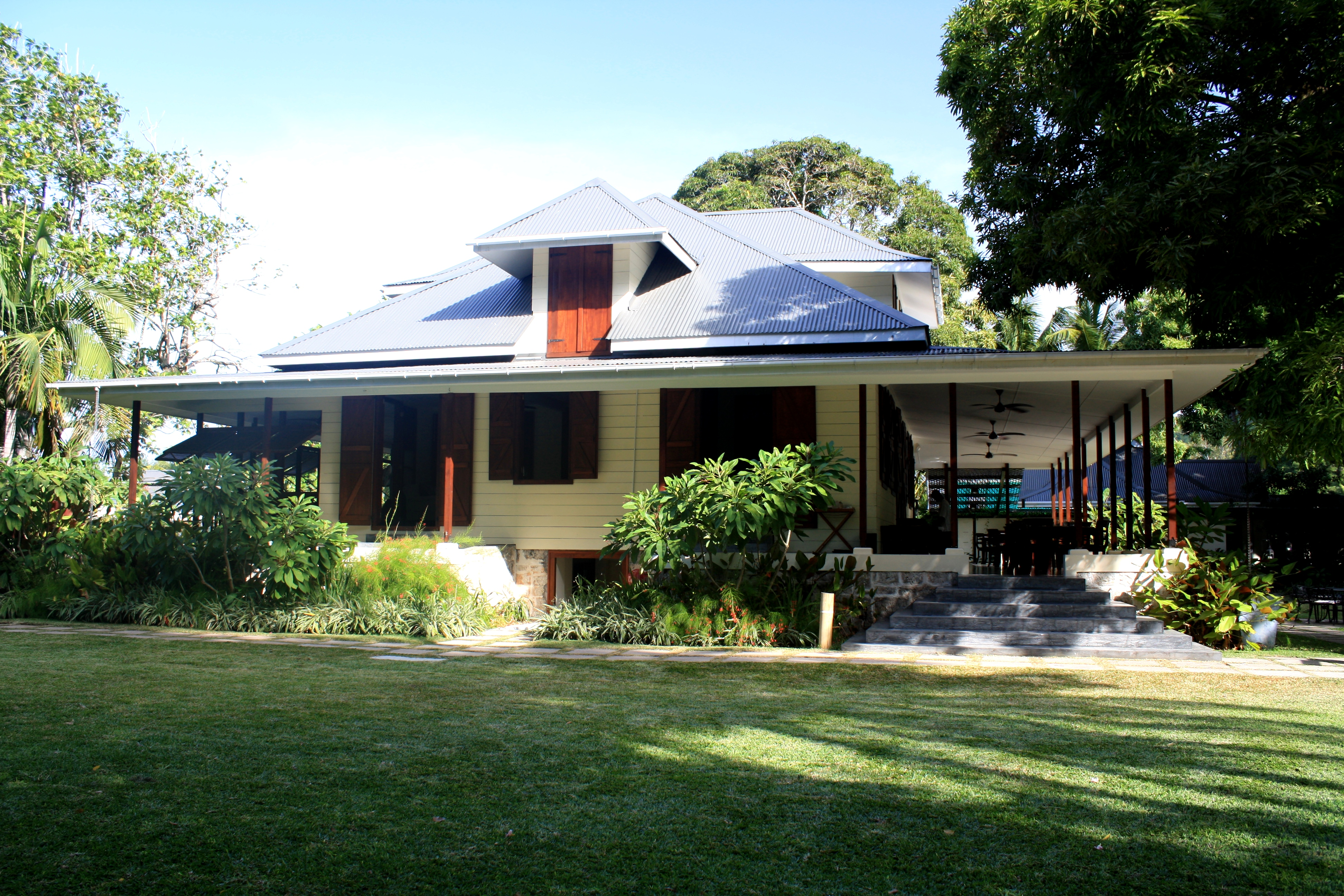
Historisches Gebäude La Plaine St. André

#### Weitere Sehenswürdigkeiten und Legenden
Weitere Sehenswürdigkeiten der Hauptinsel Mahé sind die Auberge de Bougainville, der Gewürzgarten Le Jardin du Roi (auch Spicegarden genannt) und das Herrenhaus La Plaine St. André, das zu einem Restaurant umfunktioniert wurde. Der „Schatz von Labuse“ geht auf die Ära des legendären französischen Korsaren Olivier Le Vasseur, (genannt La Buse) zurück, dessen angeblich unentdeckte Schätze noch irgendwo auf einer Insel der Seychellen verborgen sind – unter anderem auf Moyenne. Die Legende lockt seit vielen Jahren Schatzsucher aus aller Welt auf die Inseln.

### Nationalparks und Naturschutzgebiete

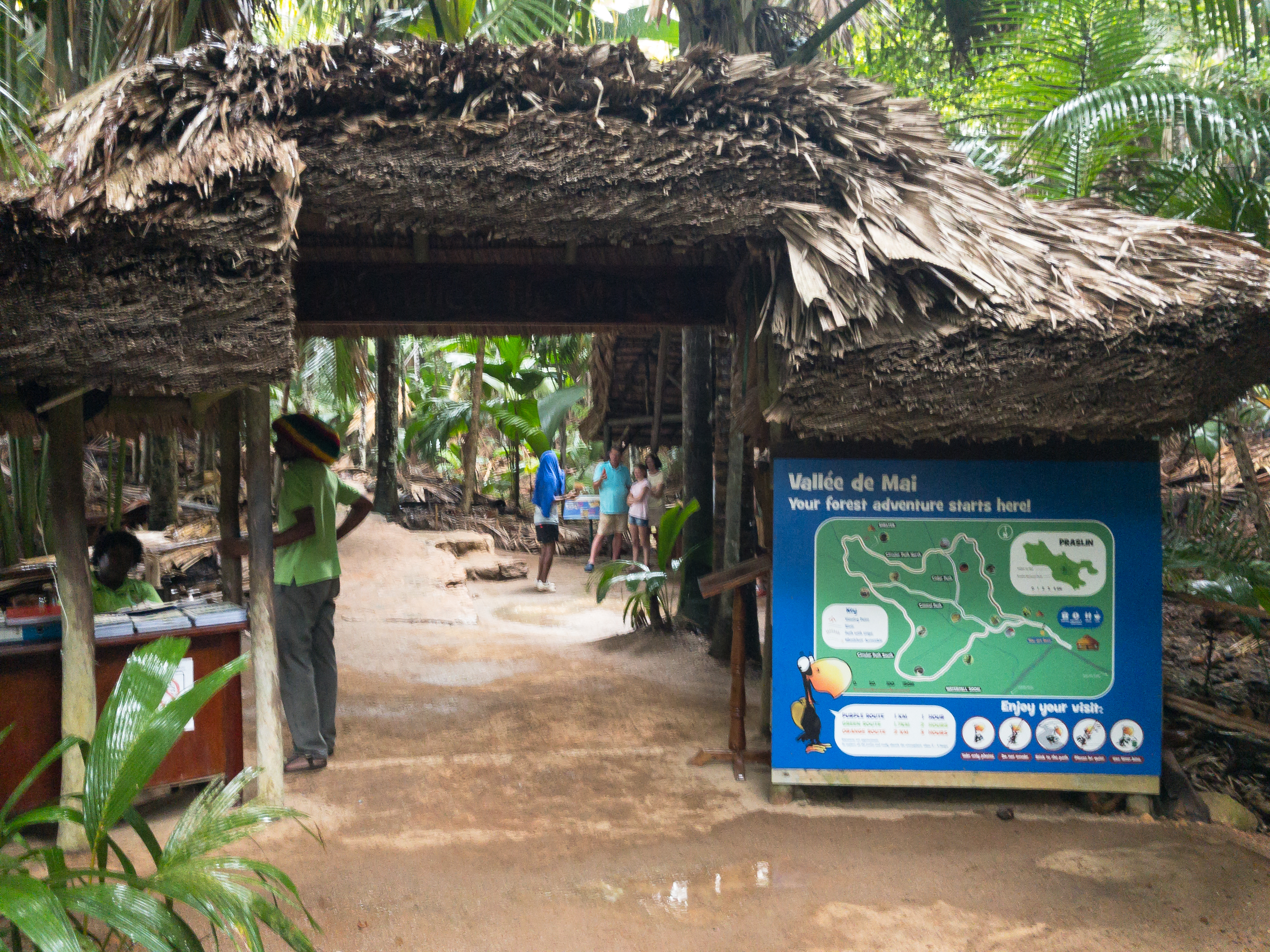
Der Nationalpark Vallée de Mai auf Praslin

Von den 455 km² Landfläche der Seychellen ist etwa ein Viertel bewaldet. Die sieben Nationalparks nehmen insgesamt eine Fläche von 43,8 km² ein, die vier Sonderreservate noch einmal 154,8 km². Zu diesen Gebieten zählen auch die beiden Welterbestätten der UNESCO. Dazu kommen noch sechs weitere Schutzgebiete. Insgesamt hat man auf den Seychellen 4000 Tier- und 850 Pflanzenarten identifiziert; davon sind 60 bzw. 13 Arten als bedroht eingestuft.
Auf den Seychellen befinden sich die Nationalparks (Jahr der Ausweisung):
- Ste. Anne Marine (1973)
- Morne Seychellois (1979)
- Baie Ternay Marine (1979)
- Curieuse Marine (1979)
- Port Launay Marine (1979)
- Praslin (Vallée de Mai, Maital) (1983) – UNESCO-Weltnaturerbe
- Silhouette Marine (1987)
- Moyenne Island National Park (2009)

Special Reserves:
- Aride Island (1975)
- Cousine (1975)
- Aldabra (1981) – UNESCO-Weltnaturerbe
- La Digue Veuve (1991)

Im Februar 2018 kündigte die Regierung der Seychellen an, zwei weitere Schutzgebiete mit einer Gesamtgröße von etwa 210.000 km² (81.000 Quadratmeilen) einzurichten. In der ersten Phase 75.000 km² (29.000 Quadratmeilen) um die Aldabra-Gruppe und in der zweiten Phase 135.000 km² (74.000 Quadratmeilen) Tiefseegebiet. Im Ausgleich für damit verbundene mögliche wirtschaftliche Einbußen für die Seychellen übernahmen private Naturschutzorganisationen wie die The Nature Conservancy und die Leonardo DiCaprio Foundation u. a. 17 Millionen Euro der Staatsschulden der Seychellen. Durch diesen „Schulden-gegen-Naturschutz-Handel“ (englisch Debt-for-nature Swap) soll der Anteil der unter Naturschutz stehenden Seegebiete der Seychellen von weniger als 1 % auf etwa 30 % steigen.

### Strände
- Der Strand von Anse Source d’Argent wurde bekannt unter anderem durch Werbespots von Bacardi, Raffaello und anderen Firmen. Er befindet sich auf der viertgrößten Insel der Seychellen, La Digue.
- Auf der zweitgrößten Insel, Praslin, befindet sich der Strand Anse Lazio.

### Unterwasserwelten
Korallenriffe gehören, neben den tropischen Regenwäldern, zu den artenreichsten Lebensräumen der Erde. Mit einem Jahresfang von über einer Megatonne Fisch hängt die Wirtschaft der Seychellen in großem Maß von diesem Lebensraum ab. Außerdem dienen die Riffe als Wellenbrecher und schützen Küsten vor Erosion. Im Jahr 1998 wurden allein 100.000 Euro (davon 70.000 Euro in Devisen) in den Bau von umweltfreundlichen Ankerplätzen (embedment moorings) investiert, die die Korallen vor Beschädigungen durch Schiffsanker schützen. Durch die natürliche Erwärmung des Meerwassers (El Niño) auf der Südhalbkugel in den letzten Jahren, deren Ursachen noch nicht vollständig erforscht sind, wurden möglicherweise drei Viertel des Korallenbestandes der Seychellen durch Ausbleichen und Absterben in Mitleidenschaft gezogen. In Pilotstudien zur Wiederherstellung der Riffe soll nun durch die neue Biorock-Technologie („mineral accretion“) versucht werden, das Ökosystem Riff neu zu beleben. In der Nähe beschädigter natürlicher Korallenriffe werden zu diesem Zweck stählerne Kunstriffe verankert, auf denen nach künstlich beschleunigter Kalksteinbildung Korallen „angepflanzt“ werden. Die Fortschritte werden durch Unterwasserkameras laufend überwacht. Über einen Zeitraum von vier Jahren (1999–2002) kostete das Projekt ca. 250.000 Euro. Die Stahlgerüste müssen aus dem Ausland importiert werden, wozu das Land rund 60.000 Euro an Devisen benötigt.

### Sport
Special Olympics Seychellen wurde 1986 gegründet und nahm mehrmals an Special Olympics Weltspielen teil, zuletzt bei den Special Olympics World Summer Games 2023 in Berlin.
Der Amateurfunk, inklusive des Funksports, und damit die Funkamateure auf den Seychellen werden durch die Seychelles Amateur Radio Association (SARA) vertreten.

### Landeseigene Links
- Government of Seychelles. Internetpräsenz der Regierung der Republik Seychellen, auf www.egov.sc (englisch)
- The National Assembly of Seychelles. Internetpräsenz der Nationalversammlung auf www.nationalassembly.sc (englisch)
- Experience Seychelles. Internetpräsenz von The Seychelles Tourism Board, auf www.seychelles.com (englisch)

### Landesprofil bei Ministerien deutschsprachiger Staaten
- Auswärtiges Amt (D): Seychellen. auf www.auswaertiges-amt.de.
- Bundesministerium für europäische und internationale Angelegenheiten (A): Länderspezifische Reiseinformation: Seychellen (Republik Seychellen). auf www.bmeia.gv.at.
- Eidgenössisches Departement für auswärtige Angelegenheiten (CH): Seychellen. auf www.eda.admin.ch.

### Internationale Links
- United Nations: United Nations Statistics Division. Seychelles. auf www.data.un.org (englisch).
- The World Bank: Countries. Seychelles. auf www.worldbank.org (englisch).
- US-Government: CIA World Fact Book. Seychelles. auf www.cia.gov
- WHO: Seychelles. auf www.afro.who.int
- UNCTAD: Catalogue of Diversification Opportunities 2022. Seychelles. auf www.unctad.org (PDF, englisch).